# Instituto Rabe

O Instituto RABE foi criado para recuperar as tecnologias alemãs dos mísseis A-4.

A Manufatura e Desenvolvimento de Mísseis (em alemão: Raketenbau und entwicklung), mais conhecida como Instituto RABE, foi um grupo de pesquisa de mísseis soviético-alemão criado para recriar o sistema de controle de vôo do míssil A-4 e apoiar o desenvolvimento de foguetes soviéticos.  
Criado em julho de 1945, ele consistia originalmente de doze alemães sob o comando do major Boris Tchertok e do tenente-coronel Aleksei Mikhailovitch Isaiev. Sua missão teve que ser mantida em segredo, já que a fronteira com o território controlado pelos estadunidenses ficava a apenas seis quilômetros do instituto.
  

No final de agosto o instituto havia se estabelecido em sua sede (a antiga mansão de Wernher von Braun, que fora capturado e contratado pelos americanos). No final do outono de 1945, o instituto concluiu com êxito sua operação secreta mais importante, quando contratou Helmut Gröttrup (o responsável pelo sistema elétrico e controle de mísseis) do território americano, junto com sua família. Em fevereiro de 1946 o Institute RABE foi absorvido pelo maior Instituto Nordhausen, que tinha o objetivo de recriar todo o foguete  A-4 alemão.